# Federico Vismara
Federico Vismara, né le 10 juillet 1997 à Milan, est un escrimeur italien. Il est champion d'Europe et champion du monde par équipes d'épée.

## Carrière
Pour sa première sélection aux championnats d'Europe, en 2022, Vismara et l'équipe italienne remportent le tournoi en battant notamment la France en demi-finale (45-44).
Vismara obtient trois médailles en grands championnats en 2023, tout d'abord l'argent individuel aux championnats d'Europe, puis aux Jeux européens le bronze par équipes. Enfin, il conclut sa saison aux championnats du monde 2023, avec Gabriele Cimini, Davide Di Veroli et Andrea Santarelli, Vismara décroche la médaille d'or de l'épreuve par équipes, un résultat que l'épée italienne n'avait plus atteint depuis 30 ans.
Le 31 janvier 2024, il obtient son meilleur résultat en Coupe du monde avec une seconde place au Grand Prix de Doha.

## Palmarès
- Championnats du monde
  -  Médaille d'or par équipes aux championnats du monde 2023 à Turin
  -  Médaille d'argent par équipes aux championnats du monde 2022 au Caire

- Championnats d'Europe
  -  Médaille d'or par équipes aux championnats d'Europe 2022 à Antalya
  -  Médaille d'argent aux championnats d'Europe 2023 à Plovdiv
  -  Médaille d'argent par équipes aux championnats d'Europe 2024 à Bâle
  -  Médaille de bronze par équipes aux Jeux européens 2023 à Cracovie

## Classement en fin de saison
| Année | 2016 | 2017 | 2018 | 2019 | 2020 | 2021 | 2022 | 2023 |
| ----- | ---- | ---- | ---- | ---- | ---- | ---- | ---- | ---- |
| Rang  | 262  | 185  | 102  | 18   | 39   | 35   | 10   | 7    |